# Sechs bange Tage
Sechs bange Tage (Originaltitel: Six Days) ist ein US-amerikanisches Stummfilmdrama aus dem Jahr 1923 von Charles Brabin mit Corinne Griffith in der Hauptrolle. Das Drehbuch basiert auf dem Roman Six Days von Elinor Glyn.

## Handlung
Laline Kingston, deren Mutter sie gerne mit einem reichen Engländer verheiraten würde, trifft den jungen Bildhauer Dion Leslie. Sie besuchen das Grab von Lalines Bruder und geraten mit dem Priester Jerome als Führer in eine verlassene unterirdische Kaverne. Der Priester traut sie, bevor er bei einem Höhleneinsturz ums Leben kommt, doch nach ein paar Tagen werden sie getrennt. 
Als Laline sich befreien kann, bringt ihre Mutter sie zum Schloss des Verlobten. Dion folgt ihr und stellt sich als Sohn des Engländers aus einer früheren Ehe heraus. Dions Vater Richard gibt dem jungen Paar seinen Segen und ist selbst wieder mit seiner früheren Frau Clara vereint.

## Hintergrund
Von den ursprünglich neun Filmrollen sind sechs erhalten geblieben.

## Veröffentlichung
Die Premiere des Films fand am 9. September 1923 statt. 1924 kam er in Österreich in die Kinos, 1925 im Deutschen Reich.

## Auszeichnungen
Der Film wurde 1923 mit zwei Photoplay Awards für den Monat November ausgezeichnet: einer für den besten Film, einer für Corinne Griffith als beste Darstellerin.